# Third Division North
La Third Division North (terza divisione nord) è stata, insieme alla Third Division South, il terzo livello del campionato di calcio inglese, dal 1921 al 1958. 

## Storia
La Third Division South era stata istituita nel 1920 con il nome di Third Division e comprendeva 22 squadre provenienti perlopiù dalla Southern League. Ma così come concepito, il nuovo campionato aveva una connotazione troppo meridionale e quindi la Football League, decise di creare una Third Division North, con club provenienti dal nord dell'Inghilterra. Tuttavia, mancando un equivalente settentrionale della Southern League, si riuscì a trovare solo 20 compagini, provenienti da molte leghe regionali diverse: la Midland League, la Central League, la North Eastern League, la Lancashire Combination e la Birmingham Combination. Queste le società che parteciparono al primo campionato: Accrington Stanley, Ashington, Barrow, Chesterfield, Crewe Alexandra, Darlington, Durham City, Grimsby Town (proveniente dalla Third Division 1920-21), Halifax Town, Hartlepool United, Lincoln City, Nelson FC, Rochdale, Southport, Stalybridge Celtic, Stockport County (retrocesso dalla Second Division), Tranmere Rovers, Walsall, Wigan Borough e Wrexham. Nel 1923 si aggiunsero alla lega altre due squadre, che portarono il numero di club a 22. Nel 1950 ci fu un ulteriore allargamento delle partecipanti, che fecero salire a 24 il totale delle società affiliate.
Ogni anno una sola squadra saliva dalla Third Division North alla Second Division, il che rese molto difficile ottenere la promozione. Otto furono le squadre sempre presenti nella divisione per tutti i trent'anni della sua esistenza. Il Wolverhampton Wanderers ed il Derby County, sono invece, gli unici due club ad aver miliato nella lega, ad essere riusciti negli anni successivi, a laurearsi campioni d'Inghilterra.
Nel 1958 i due tornei regionali si fusero, dando vita alla Third Division a girone unico ed alla nuova Fourth Division (quarto livello professionistico del calcio inglese).
Dal 1934 al 1939 ed ancora nel 1945-46 si giocò la Third Division North Cup, competizione a eliminazione diretta che ebbe, però, vita breve.

## Albo d'oro
| Stagione | Vincitore                               |
| -------- | --------------------------------------- |
| 1921-22  | Stockport County (1º titolo)            |
| 1922-23  | Nelson FC (1º titolo)                   |
| 1923-24  | Wolverhampton Wanderers (1º titolo)     |
| 1924-25  | Darlington (1º titolo)                  |
| 1925-26  | Grimsby Town (1º titolo)                |
| 1926-27  | Stoke City (1º titolo)                  |
| 1927-28  | Bradford Park Avenue (1º titolo)        |
| 1928-29  | Bradford City (1º titolo)               |
| 1929-30  | Port Vale (1º titolo)                   |
| 1930-31  | Chesterfield (1º titolo)                |
| 1931-32  | Lincoln City (1º titolo)                |
| 1932-33  | Hull City (1º titolo)                   |
| 1933-34  | Barnsley (1º titolo)                    |
| 1934-35  | Doncaster Rovers (1º titolo)            |
| 1935-36  | Chesterfield (2º titolo)                |
| 1936-37  | Stockport County (2º titolo)            |
| 1937-38  | Tranmere Rovers (1º titolo)             |
| 1938-39  | Barnsley (2º titolo)                    |
| 1946-47  | Doncaster Rovers (2º titolo)            |
| 1947-48  | Lincoln City (2º titolo)                |
| 1948-49  | Hull City (2º titolo)                   |
| 1949-50  | Doncaster Rovers (3º titolo)            |
| 1950-51  | Rotherham United (1º titolo)            |
| 1951-52  | Lincoln City (3º titolo)                |
| 1952-53  | Oldham Athletic (1º titolo)             |
| 1953-54  | Port Vale (2º titolo)                   |
| 1954-55  | Barnsley (3º titolo)                    |
| 1955-56  | Grimsby Town (2º titolo)                |
| 1956-57  | Derby County (1º titolo)                |
| 1957-58  | Scunthorpe & Lindsey United (1º titolo) |

## Third Division North Cup
| Stagione | Vincitore        | Risultato | Finalista          |
| -------- | ---------------- | --------- | ------------------ |
| 1933–34  | Darlington       | 4–3       | Stockport County   |
| 1934–35  | Stockport County | 2–0       | Walsall            |
| 1935–36  | Chester          | 2-1       | Darlington         |
| 1936–37  | Chester          | 3-1       | Southport          |
| 1937–38  | Southport        | 4–1       | Bradford City      |
| 1938–39  | Bradford City    | 3–0       | Accrington Stanley |
| 1945–46  | Rotherham United | 2–2       | Chester            |
| 1945–46  | Chester          | 2–3       | Rotherham United   |